# Cryptoclidus
 Cryptoclidus  („verborgenes Schlüsselbein“) ist eine Gattung der ausgestorbenen Plesiosaurier, im Meer lebende Reptilien aus der Gruppe der Cryptoclididae. Aufgrund des reichen Fossilberichts, auch von Jungtieren, aus den marinen Ablagerungen des Mittel bis Oberen Jura (Callovium bis Oxfordium) vor 166,1 bis 157,3 Millionen Jahren gehört Cryptoclidus zu den am besten bekannten Plesiosauriern.

## Fundorte
Cryptoclidus ist vor allem aus dem Oxford-Ton von England bekannt, welcher eines der reichsten Vorkommen von fossilen Meeressauriern der Welt ist. Außerdem wurde Cryptocleidus auch in Frankreich gefunden, andere Mitglieder der Familie Cryptoclididae kennt man auch aus Amerika.

## Beschreibung

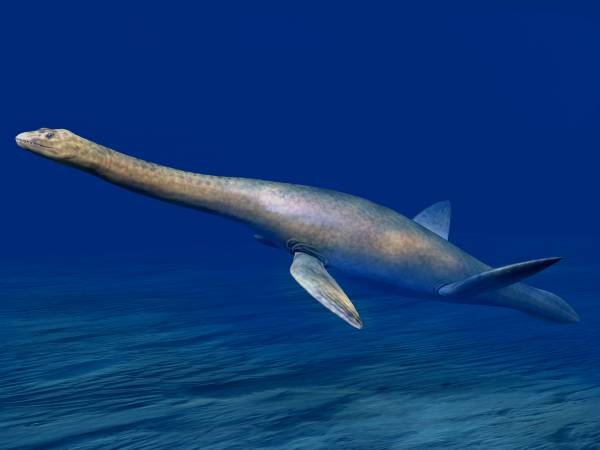
Lebendrekonstruktion von C. eurymerus

Cryptoclidus hatte einen leicht abgeflachten Schädel, der mit einem langen Hals in den Körper überging. Er hatte vier Flossen, die denen heutiger Meeresschildkröten ähneln, und einen kurzen Schwanz, der vermutlich zur Steuerung diente. Er erreichte eine Länge von bis zu acht Metern.

## Ernährung
Von Tricleidus, einem Verwandten von Cryptoclidus aus dem oberen Jura von Amerika, sind fossile Mageninhalte bekannt, die aus Tintenfischen und Resten eines Hais bestehen. Haie zählten vermutlich nicht zu den üblichen Beutetieren, aber von Tintenfischen kann man dies schon annehmen, da sie auch als Beute bei anderen Plesiosaurier gefunden wurden. 

### Das Steineschlucken
Wahrscheinlich schluckte Cryptoclidus größere Steine. Das könnte verschiedene Gründe gehabt haben. Zu einem der Auftrieb: Da die luftgefüllten Lungen von Cryptoclidus dem Körper Auftrieb verliehen, war das Tauchen erschwert. Die Steine im Magen konnten den Auftrieb der Luft ausgleichen, so wie bei den rezenten Krokodilen. Eine weitere Funktion könnte das Zerkleinern der Nahrung in einem Muskelmagen gewesen sein, denn mit seinen spitzen, nadelartigen Zähnen konnte das Tier nicht kauen. Die Magensteine (Gastrolithe) zermahlten die Nahrung und unterstützten so die Verdauung. 

## Fressfeinde
Die Jungtiere von Cryptoclidus wurden vermutlich von Haien und Pliosauriern gejagt. Wenn die Tiere ausgewachsen waren, waren wohl nur noch große Pliosaurier wie Liopleurodon und Pliosaurus eine Gefahr.